# Anthropomorphisme moe

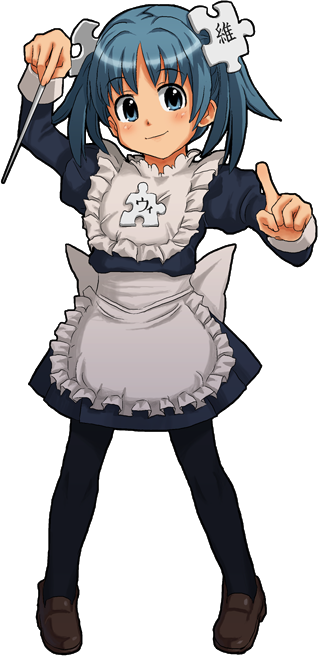
Wikipe-tan, combinaison du mot japonais pour Wikipédia et de l'honorifique amical pour les enfants, -tan, est un anthropomorphisme moe de Wikipédia.

L'anthropomorphisme moe (萌え擬人化, moe gijinka) est une forme d'anthropomorphisme où des qualités moe (suscitant des sentiments d'affection, d'adoration, de dévotion ou d'excitation) sont attribuées à des objets, des concepts ou des phénomènes. Ces personnifications sont également caractérisées par leurs accessoires, rappelant leur origine avant anthropomorphisation. Les dessins de ces caractères permettent le cosplay, et cette forme d'anthropomorphisme est fréquente dans les sous-cultures otaku. À l'exception des kemonomimi (des personnages humains ayant certains traits animaux), la plupart ont débuté par des essais d’amateurs (les dōjin), inspirés par des discussions sur des forums japonais tels que 2channel ou Futaba Channel, mais cette mode s’est répandue, les anime et mangas commerciaux les utilisant également.

## Types

### Animaux

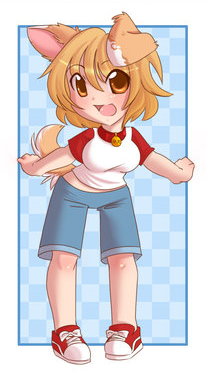
Un kemonomimi avec des oreilles et une queue de chien.

Les kemonomimi, littéralement « oreilles animales », sont des animaux dessinés comme de beaux adolescents (bishōjo ou bishōnen), ou inversement des personnages auxquels on a donné des traits animaux tels que des oreilles ou des queues. Les filles et garçons-chats (nekomimi) sont les représentants les plus fréquents de cette catégorie, mais on rencontre souvent aussi des filles-lapins, renards et chiens ; ce concept est lié au fandom furry.

### Informatique
En dépit de Toy's iMac Girl en 1998 et de Chobits en 2001, le meme consistant à transformer des objets informatiques en personnages moe ne se répandit qu'avec Shiitake-chan (しいたけちゃん), l'anthropomorphisation du bouton Stop de Internet Explorer. L'idée de Shiitake-chan commença en 2001 sur 2channel, un internaute ayant affirmé qu'il voyait le bouton Stop comme un shiitake. Quand Microsoft sortit Windows 7 au Japon, ils inclurent un package thématique centré autour d'une personnification de l'OS nommée "Nanami Madobe", avec des échantillons de voix de Nana Mizuki. Microsoft utilisa une autre personnification mettant en jeu deux filles appelées "Yū Madobe" et "Ai Madobe" pour promouvoir Windows 8 au Japon,,.
Depuis la création des OS-tans, d’autres logiciels et sites web ont été anthropomorphisés. Ainsi, Wikipédia a son propre Wikipe-tan, et les applications Mozilla un ensemble de « Moezilla ». Les internautes chinois ont créé "Green Dam Girl" pour parodier le logiciel de filtrage Green Dam Youth Escort. En 2010, un illustrateur taïwanais connu comme "shinia" sur Pixiv créa une personnification de Silverlight appelée Hikaru Aizawa (en), officiellement adoptée par Microsoft Taiwan,. En 2013, Microsoft Singapour introduisit Inori Aizawa (en), une mascotte pour Internet Explorer.
World War Blue (en), une série de mangas et d'anime, a des personnages qui sont des anthropomorphisations de jeux vidéo, tels que Sonic, Super Mario et Tetris.

### Législation et politique
Des articles de la constitution japonaise ont été anthropomorphisés en filles moe ; ainsi, l'article 9, qui interdit au Japon de mener une guerre, « est représenté comme une fille pacifiste ».
En 2010, des utilisateurs du 2channel créèrent Hinomoto Oniko (en), un anthropomorphisme de l’insulte raciste chinoise riben guizi (en) (日本鬼子, littéralement « diables japonais »). En japonais, la lecture kun'yomi des kanjis de l’insulte peut être interprétée comme un nom de personnage féminin, c’est pourquoi on la représente comme une jeune fille portant un kimono traditionnel, avec les cornes du diable et un katana.
En 2015, des internautes créèrent ISIS-chan (en), une représentation moe de l'organisation djihadiste État islamique, utilisée par Anonymous pour diluer la propagande de l'EI sur le Web.

### Autres
Appareils domestiquesLes jeux vidéo érotiques (eroges) Like Life (en) et Monogokoro, Monomusume représentent des appareils domestiques sous forme de jeunes filles ; on y trouve ainsi des machines à laver, des réveils, des téléphones portables et même des boîtes à lettres. La nature érotique de ces jeux met les protagonistes dans des situations inhabituelles. De même, le manga 090 Eko to Issho présente des filles-téléphones portables.
CellulesLe manga Cellules au travail ! représente les cellules du corps humains comme des personnages (mâles et femelles).
CharbonBasé sur le binchōtan et d'autres types de charbon, l'anime et le manga Binchō-tan (en) utilise le jeu sur le son « tan » (dajare (en)) dans le mot japonais pour « charbon » pour créer une série de jolies filles.
MaladiesSur le site de partage d'images 4chan, une version moe d'Ebola fut publiée comme une « image-défi », demandant à improviser une histoire à son sujet. Lors de la pandémie de Covid-19, des mèmes et autres mettent en action Corona-chan, gijinka du coronavirus.
Matériel militaireLes mecha musume sont des anthropomorphismes moe d'objets militaires tels que des armes, des tanks, des avions de guerre ou des missiles ; ainsi, on peut collectionner de telles figurines de véhicules militaires de la Seconde Guerre mondiale. Strike Witches, Upotte!! (en), et Kantai Collection sont des mangas populaires basés sur du matériel militaire moe.
NourritureDeux exemples sont Habanero-tan (en), la mascotte non officielle de Bōkun Habanero (en), et Bisuke-tan pour des biscuits vendus par KFC au Japon. Akikan! (en), une série de light novels, présente des boîtes de soda qui se changent magiquement en filles. Des saveurs de gelées alimentaires ont également été anthropomorphisées.
PaysComme pour les figures allégoriques nationales, des versions moe de divers pays existent. Ainsi, le Japon est Nihon-chan et l'Afghanistan est Afghanis-tan (en) ; tous deux ont leurs propres bandes dessinées en ligne au Japon. Le manga Hetalia représente les pays participant aux deux guerres mondiales par des garçons moe (peu de personnages féminins y participent),.
VéhiculesParmi des trains connus représentés comme des filles, le Fastech 360 est souvent dessiné avec des oreilles de chat, à cause de ses plaques d'aérofrein. Appelé "Fastech-tan", il en existe une figurine à collectionner, vendue avec la permission de la East Japan Railway Company.